# Catedral de San Marcos (George)
La Catedral Anglicana de San Marcos en George en Sudáfrica, es la sede de la Diócesis de George. Fue diseñada por Sophy Gray.

## Historia
La Ciudad de George, fue uno de las pocas poblaciones en las que el Gobierno había colocado capellanes coloniales para servir a la comunidad inglesa. Estaba permitido el uso de la Iglesia Anglicana holandesa para los servicios y en 1848 se celebró una reunión para discutir las maneras y los medios para establecer una iglesia propia, con lo que se comenzaron a recoger fondos. En febrero de 1848 el Obispo Gray, padre de la Iglesia de la Provincia de Sudáfrica llegó a Ciudad del Cabo. Su esposa Sophy, que había diseñado la iglesia, lo acompañaba. Forma parte de un conjunto de más de 35 iglesias construidas por Sophy Gray a finales del siglo XIX. Gray, autodidacta, es una de las primeras arquitectas registradas en la historia. Para la realización de estos edificios se basó en dibujos de arquitectura neogótica que había traído desde Inglaterra, de donde ella era oriunda.
Se colocó la primera piedra el 23 de octubre de 1849, y esta pequeña iglesia fue consagrada a San Marcos de la Iglesia el 7 de diciembre de 1850.
Los cruceros sur y norte fueron donados por el Dr. R. A. St Leger: el primero en memoria de su primera esposa Annie Brett, en 1934, y el segundo, unos 20 años más tarde, en memoria de su padre, Frederick York St Leger. El Transepto Norte fue construido al mismo tiempo que la Capilla de Santa María, conocida comúnmente como Lady Chapel, y fueron consagrados el 15 de junio de 1954. La Capilla fue construida en memoria del Obispo Sidwell, el primer Obispo de George, y los hombres de la zona, que cayeron en las dos Guerras Mundiales.
El primer conjunto de nichos fue construido en el cementerio en 1963 y el segundo en 1971 con piedra donada por uno de los feligreses. Nuevos sitios para el coro se instalaron en el presbiterio, en 1964, y fueron trasladados a su actual posición en tiempos recientes. La calefacción en las bancas se instaló en 1968 y el suelo fue reemplazado con madera tratada en 1984. Las pocas bancas de madera amarilla eran muy frágiles y fueron reemplazados.
La fecha real de la construcción del pórtico de ingreso no puede ser determinada con exactitud, pero parece que las únicas renovaciones significativas realizadas entre 1861 y 1924 fueron las de 1906 por lo que esta parece ser una fecha probable.
La Catedral fue re-techada en 1964, y el techo de la Capilla de la Señora y de los dos transeptos fueron reemplazados en 1988. La piedra angular de la Casa del Capítulo fue colocada en septiembre de 1978.
La iglesia tiene una capacidad para 200 feligreses.